# Neolythria latimarginata
Neolythria latimarginata är en fjärilsart som beskrevs av Eugen Wehrli 1934. Neolythria latimarginata ingår i släktet Neolythria och familjen mätare. Inga underarter finns listade i Catalogue of Life.